# Reformbühne Heim & Welt

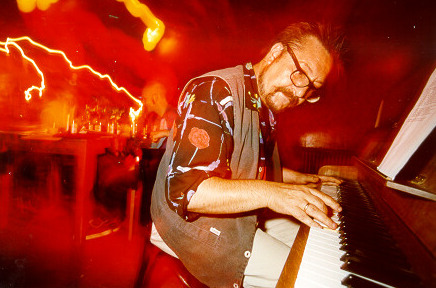
Manfred Maurenbrecher bei der Reformbühne (1998)

Die Reformbühne Heim & Welt (kurz: Reformbühne) ist eine Berliner Lesebühne.

## Geschichte
Die Reformbühne entstand 1995 auf Initiative von Hans Duschke und Bov Bjerg. Nicht zuletzt durch die Popularität einzelner Mitglieder wie Wladimir Kaminer, Ahne oder Jakob Hein wurde die Reformbühne auch über Berlin hinaus bekannt.
Die ersten Veranstaltungen fanden im Schokoladen (Berlin-Mitte) statt. Im Jahr 1999 zog die Reformbühne in das Kaffee Burger um. Von September 2014 an wurden die Lesungen im Haus Berlin am Strausberger Platz 1 in der Panorama-Lounge gehalten und ab Januar 2016 in der Jägerklause (Grünberger Straße 1) in Friedrichshain. Um 2019 war der Rote Salon der Volksbühne die Spielstätte, seit 2020 / 2021 die Kultur- und Schankwirtschaft Baiz und im Sommer in der FIT – Freie Internationale Tankstelle im Berlin-Prenzlauer Berg.
Die Veranstaltung findet ohne Unterbrechung seit 1995 immer sonntags statt.

## Merkmale
Eines der Kennzeichen dieser Lesebühne ist die ironische Mischung von Literatur und politischer Agitation. Eine Zeit lang trug sie den Untertitel „Liga für Kampf und Freizeit“ den später die Lesebühne Surfpoeten übernahm. Unterstützung von Aktionen wie eine Demonstration zum 1. Internationalen Kampf- und Feiertag der Arbeitslosen zeigen die Nähe zu Gedanken der Glücklichen Arbeitslosen und des Situationismus.

## Mitglieder

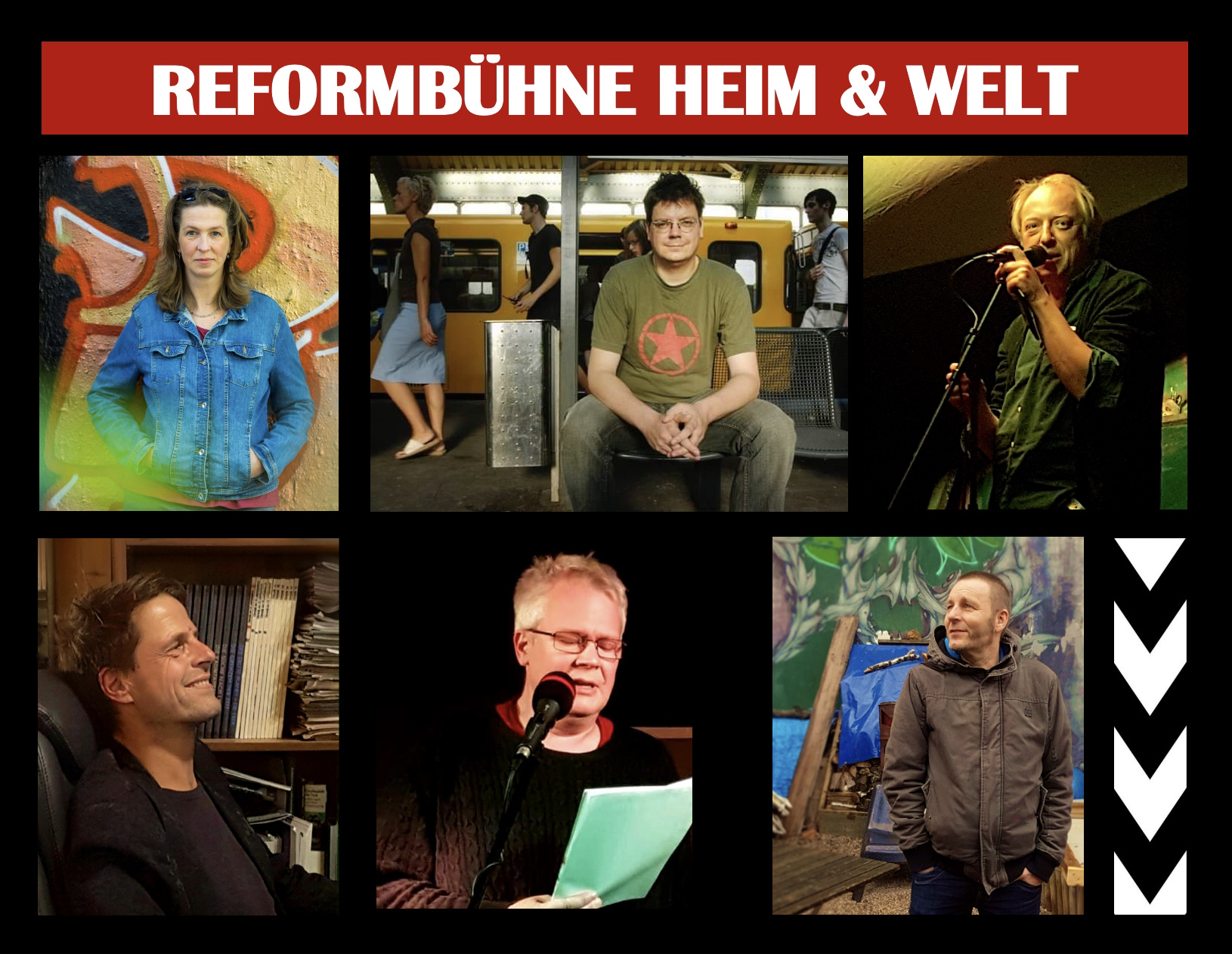
Reformbühne (2021)

Zurzeit sind die festen Mitglieder der Reformbühne (Stand: Dezember 2021)
- Ahne (seit 1995)
- Falko Hennig (seit 1995)
- Andreas Krenzke (seit 2020)
- Susanne M. Riedel (seit 2020)
- Frank Sorge (seit 2021)
- Heiko Werning (seit 2004)

Ehemalige Mitglieder waren:
- Manfred Maurenbrecher (1995–1997)
- Sarah Schmidt (1995–1998)
- Hans Duschke (1995–1999)
- Bov Bjerg (1995–2001),
- Wladimir Kaminer (1999–2003)
- Michael Stein† (1952–2007)
- Daniela Böhle (2001–2008)
- Uli Hannemann (2004–2015)
- Jakob Hein (1998–2020)
- Jürgen Witte (1995–2021)

## Veröffentlichungen
- Falko Hennig (Hrsg.): 10 Jahre Reformbühne Heim & Welt: Die historischen Tondokumente. Doppel-CD. Reptiphon, Merenberg 2005, ISBN 3-9809464-8-7 (Aufnahmen mit Ahne, Bov Bjerg, Daniela Böhle, Hans Duschke, Uli Hannemann, Jakob Hein, Falko Hennig, Wladimir Kaminer, Manfred Maurenbrecher, Sarah Schmidt, Michael Stein, Heiko Werning, Jürgen Witte).
- Falko Hennig (Hrsg.): Volle Pulle Leben: 10 Jahre Reformbühne Heim & Welt. Goldmann, München 2005, ISBN 3-442-54228-6 (Anthologie mit allen ehemaligen und aktuellen Mitgliedern sowie als Gästen Wiglaf Droste, Tanja Dückers, Judith Hermann und Jochen Schmidt).
- Am besten was Neues: 15 Jahre Reformbühne Heim & Welt. Voland & Quist, Dresden/Leipzig 2010, ISBN 978-3-938424-54-4.
- Kann sofort verfilmt werden. Satyr Verlag, Berlin 2019, ISBN 978-3-947106-41-7.